# Троїцька надбрамна церква
Тро́їцька надбрамна це́рква — церква над Святою брамою Києво-Печерської лаври у Києві, побудована у 1106—1108 роках. Єдина серед наземних споруд Лаври, яка збереглася неушкодженою з часів Київської Русі, одна з визначних пам'яток архітектури, культури та історії українського народу. Церква розташована над головною монастирською брамою в уступі фортечних мурів.

## Історія
Троїцька надбрамна церква була побудована в 1106—1108 роках на кошти чернігівського князя Святослава Давидовича, який прийняв постриг у Києво-Печерському монастирі під ім'ям Миколи Святоши.
Троїцька церква не була зруйнована ні під час землетрусу 1230 року, ні під час навали орди хана Батия 1240 року, коли були зруйновані більшість церков Києва.
Наприкінці XVII сторіччя і протягом XVIII церкву було значно реконструйовано у стилі українського бароко і вона набула свого сучасного вигляду. Під час реконструкції з'явився «укорочений» купол, змінилося внутрішнє вбрання та з'явилися нові розписи стін. Первинний аскетичний вигляд було замінено бароковою «грайливістю».
У 1725 році для церкви було зроблено велику центральну люстру — панікадило на 16 свічок. В 1730—1740-х роках художники з Художньої Іконописної школи Монастиря розписали церкву іконами. Теми для всіх фресок були взяті з Біблії. На декор, орнаменти та кольорове вирішення значною мірою вплинули традиції українського фольклорного мистецтва. Імена художників були визначені нещодавно завдяки дослідженням в архівах.

## Архітектура

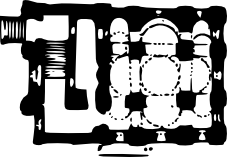
План церкви

Церква знаходиться на другому поверсі над брамою. У плані споруда є невеликою і майже квадратною (11,5х11,0 м). Чотири масивні стовпи розділяють інтер'єр церкви на три нефи, кожен з яких має апсиди сферичної форми зі східного боку, на стіни і стовпи спирається склепіння і барабан куполу. Вузькі вікна створюють загальний візуальний ефект руху вгору, відчуття піднесеної легкості.
Архітектура церкви типова для будівництва церков XI — XII сторіччя, яке було поширене за часів Київської Русі. Відмінною особливістю церкви є те, що тут ніколи не було хорів.

## Фасади
У 1730—1740-х роках східний та західний фасади церкви були оздоблені в стилі українського бароко, якому притаманні пишна декорованість, динамічність і святковість. Розписи на фасадах і внутрішніх стінах церкви виконані темперою і олією майстрами лаврської іконописної школи. Розписи екстер'єру змінювали досить часто. Останні виконані у 1900—1902 роках.
На уступах фортечних мурів ліворуч і праворуч Святих врат у 1901—1902 роках Іваном Їжакевичем були написані композиції «Собор преподобних Ближніх печер» та «Собор преподобних Дальніх печер».

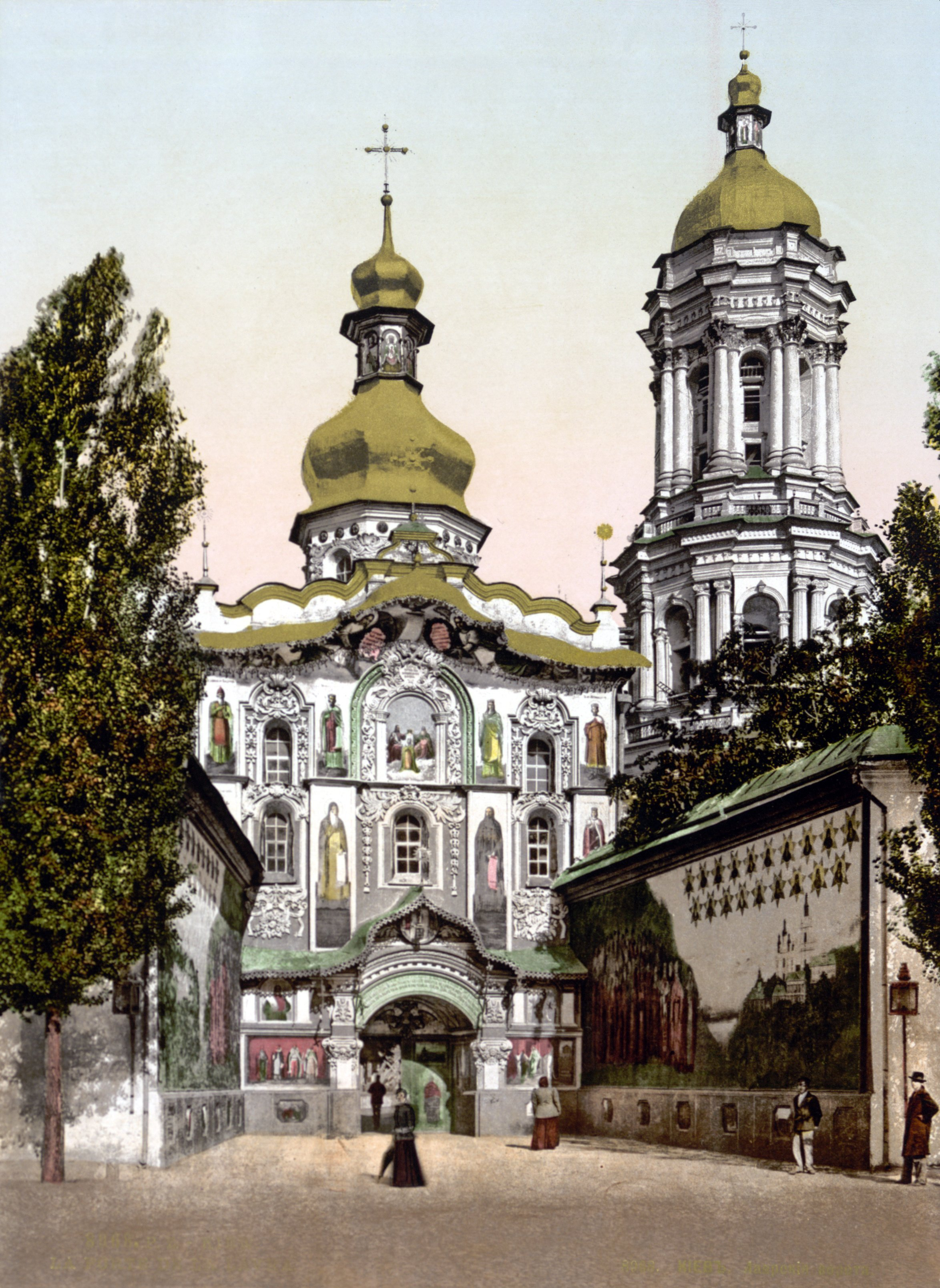
Західний фасад церкви. Праворуч — Велика Лаврська дзвіниця (зображення кінця XIX ст.)
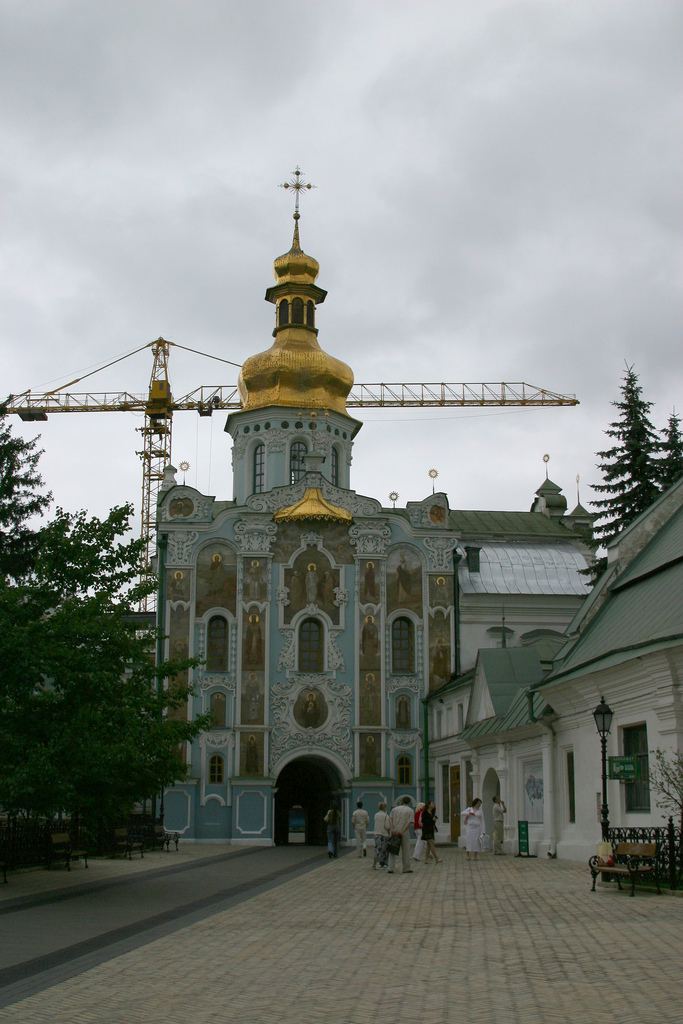
Східний фасад церкви
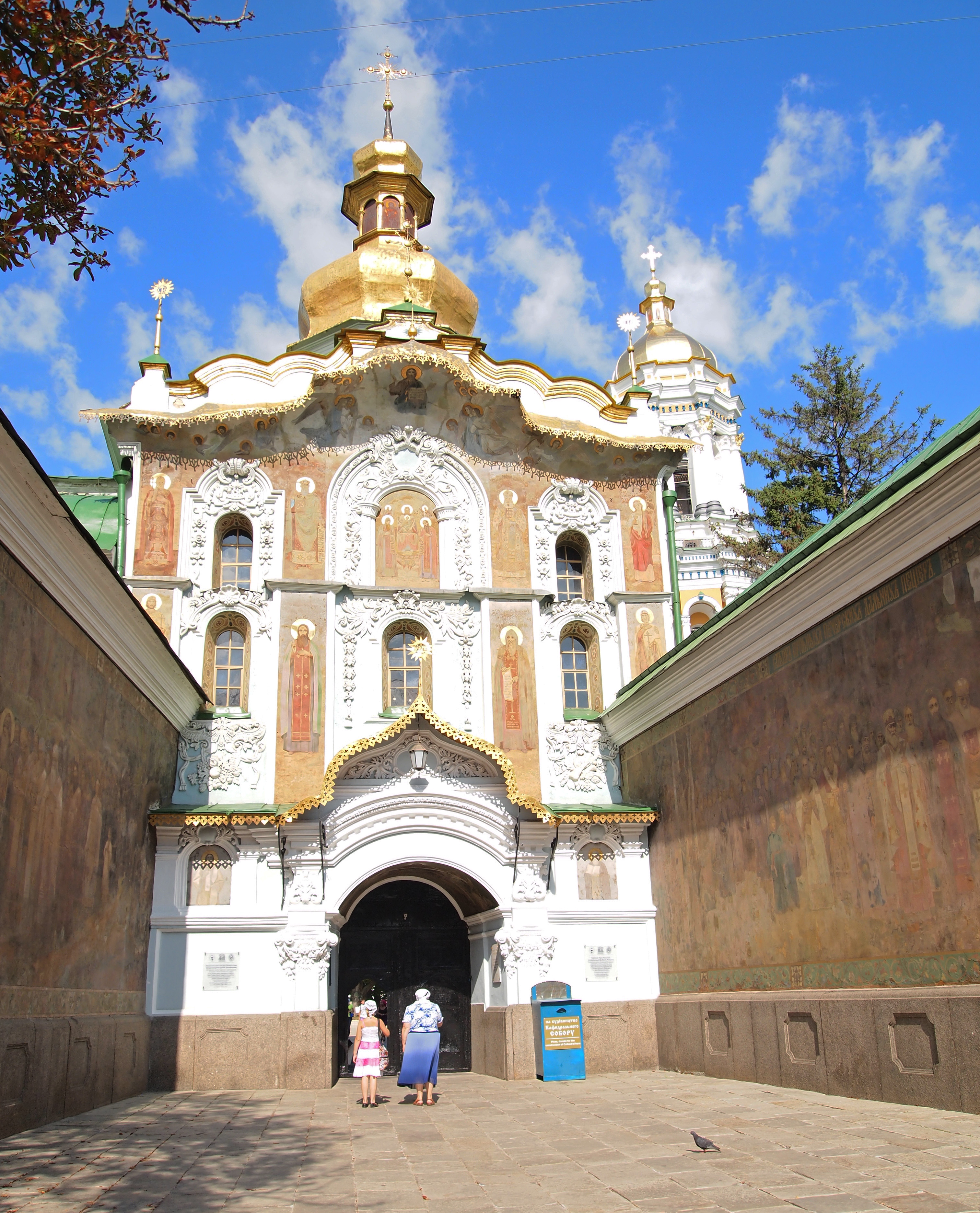
Західний фасад церкви
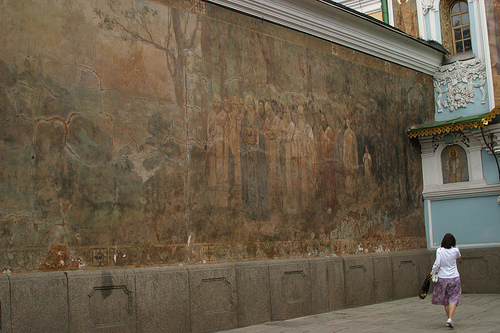
Преподобні Ближніх печер — розпис на стіні ліворуч Святих врат
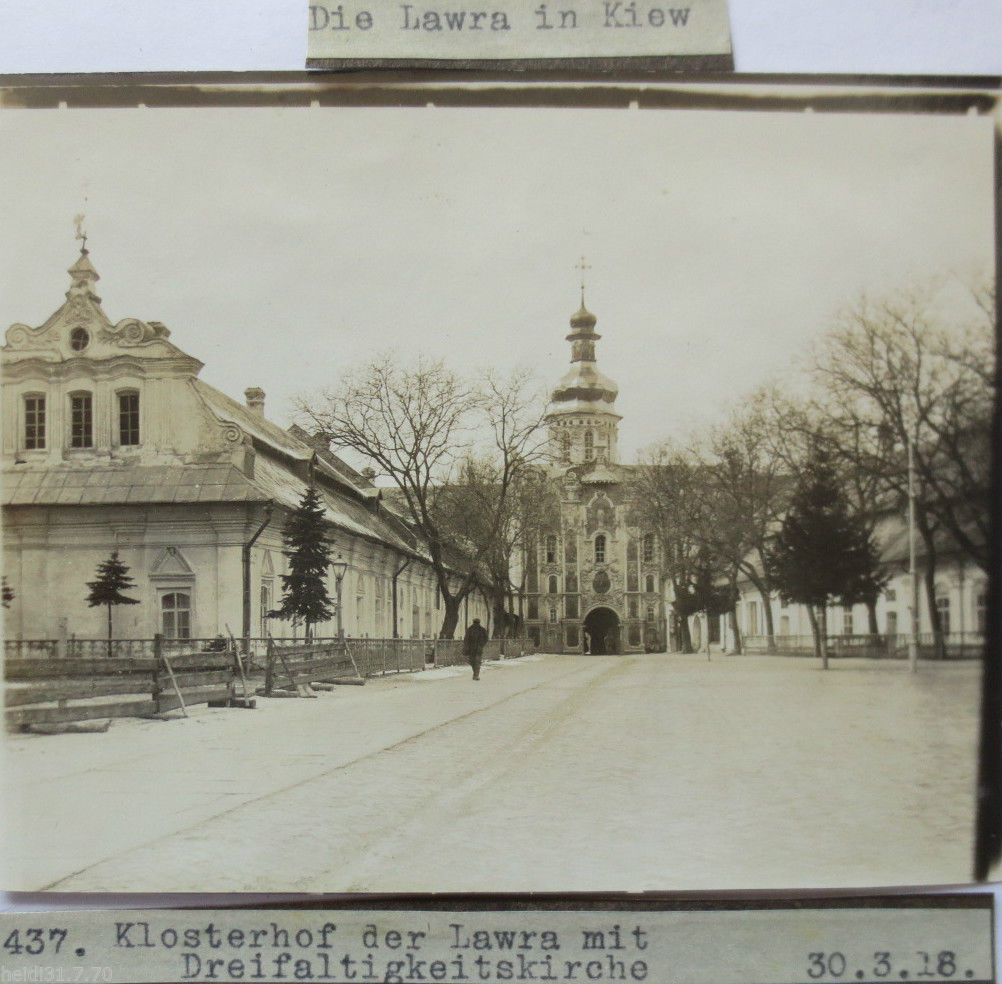
Вид на східний фасад (фото 1918 року)

## Живопис
Живопис Троїцької надбрамної церкви — найцінніша пам'ятка українського художнього мистецтва початку XVIII ст. Він виділяється бездоганним малюнком, виразністю фарб, високою композиційною майстерністю і містить у собі понад 100 композицій. Сюжети живопису взяті з історії християнської церкви та біблійних переказів. Значну частину площі розписів займає пейзаж, що має символічне значення.
Всі частини церкви мають певне символічне значення, що відображене в сюжетах розписів. Чотири фрески заслуговують на особливу увагу:
- «Похід праведників до раю» — на північній стіні при вході до церкви,
- «Перший Вселенський (Нікейський) собор» — на західній стіні,
- «Хрещення ефіопа апостолом Філіпом» — на північній стіні,
- «Вигнання торговців із храму» — над входом.

Вхід до церкви символізує дорогу до Бога: на стіні зображено «Похід праведників до раю», їх ведуть янголи, яких послав Бог Отець, зображений на стелі. Рай зображено як уявний ландшафт, на якому ходять павичі, слони, верблюди та інші екзотичні тварини.
Фреска в центральному апсиді церкви присвячена Першому Вселенському собору в Нікеї. В самому центрі композиції серед багатьох фігур можна виділити Імператора Костянтина, оточеного церковними ієрархами. Художники зобразили їх одягненими в костюми XVIII сторіччя. З лівого боку фрески зображений Гетьман Іван Скоропадський.
Фреска «Вигнання Торговців з Храму» над входом має динамічну і цікаву композицію — торговці, яких виганяє Ісус Христос, йдуть до справжніх дверей в стіні.

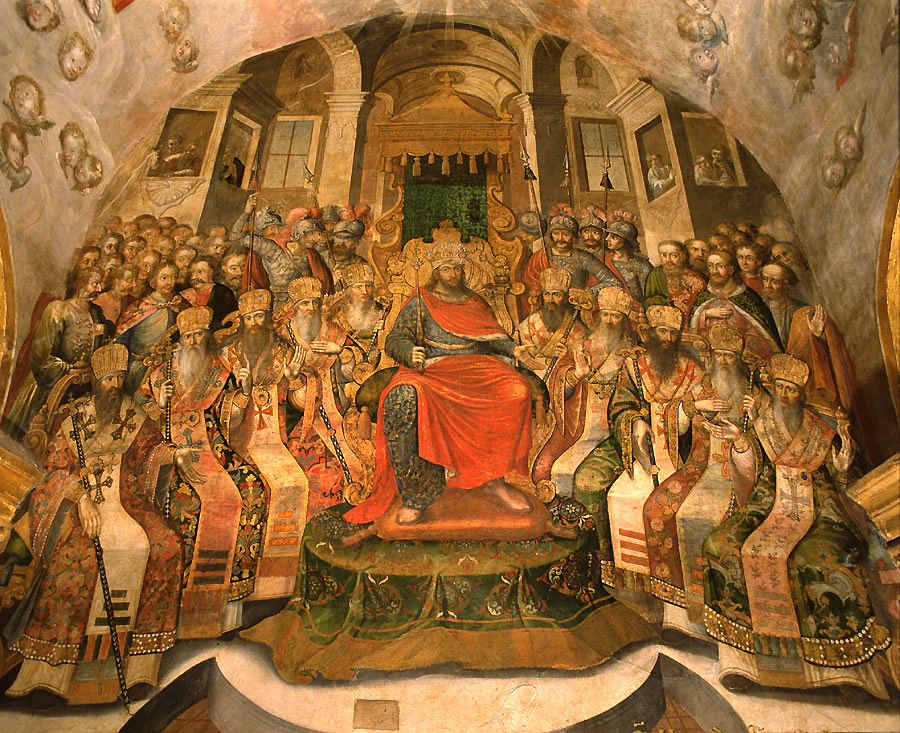
Фреска «Перший Вселенський собор»
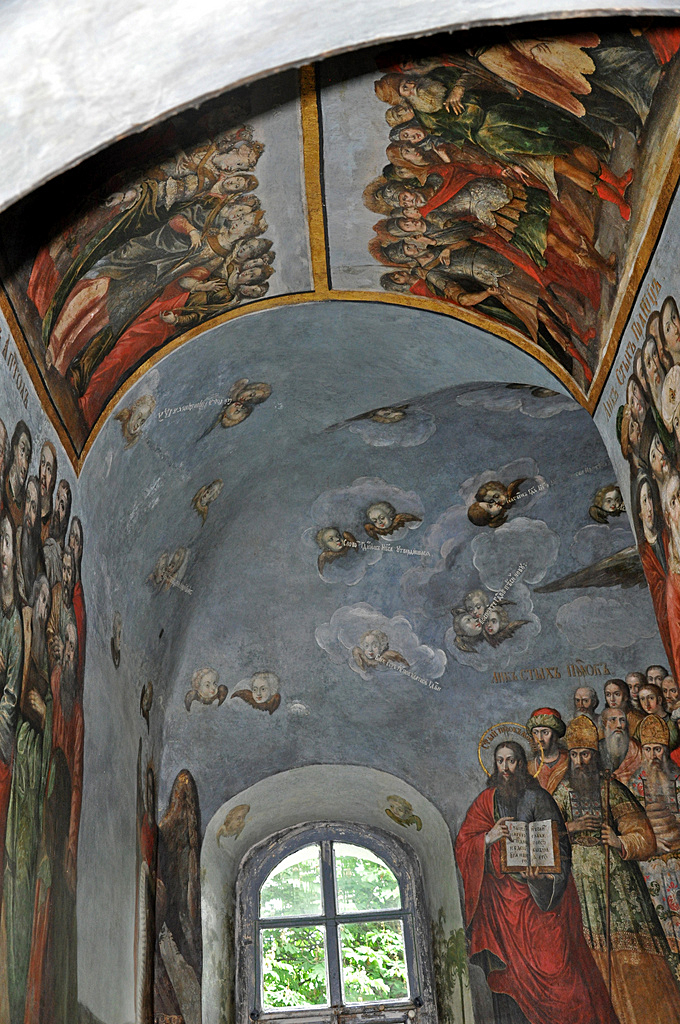
Фрагмент настінного розпису
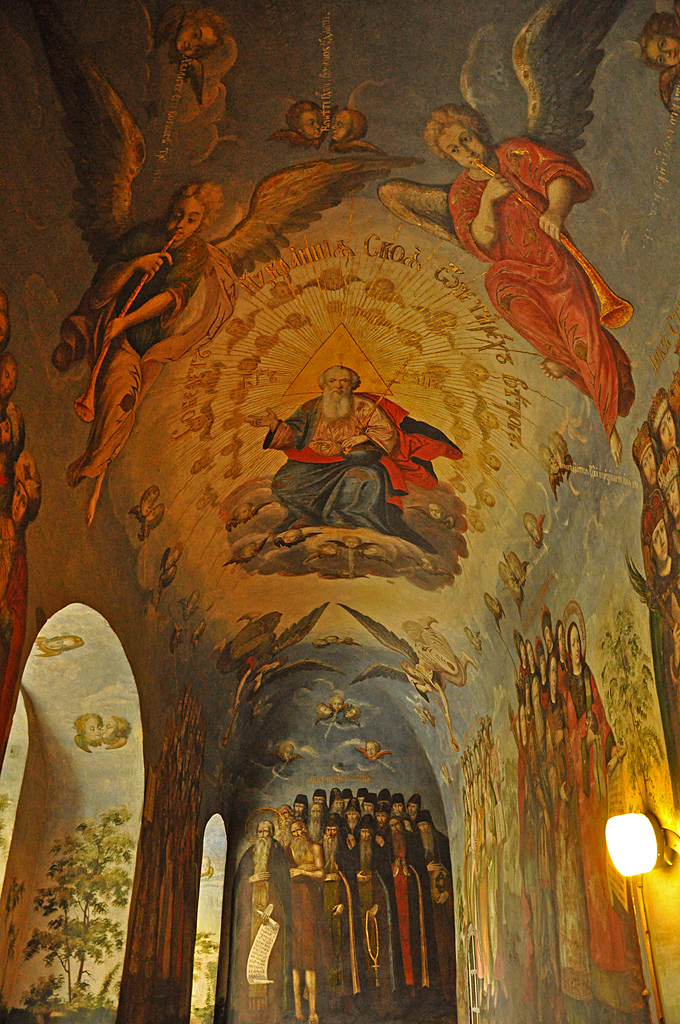
Бог Отець і янголи — фрагмент настінного розпису
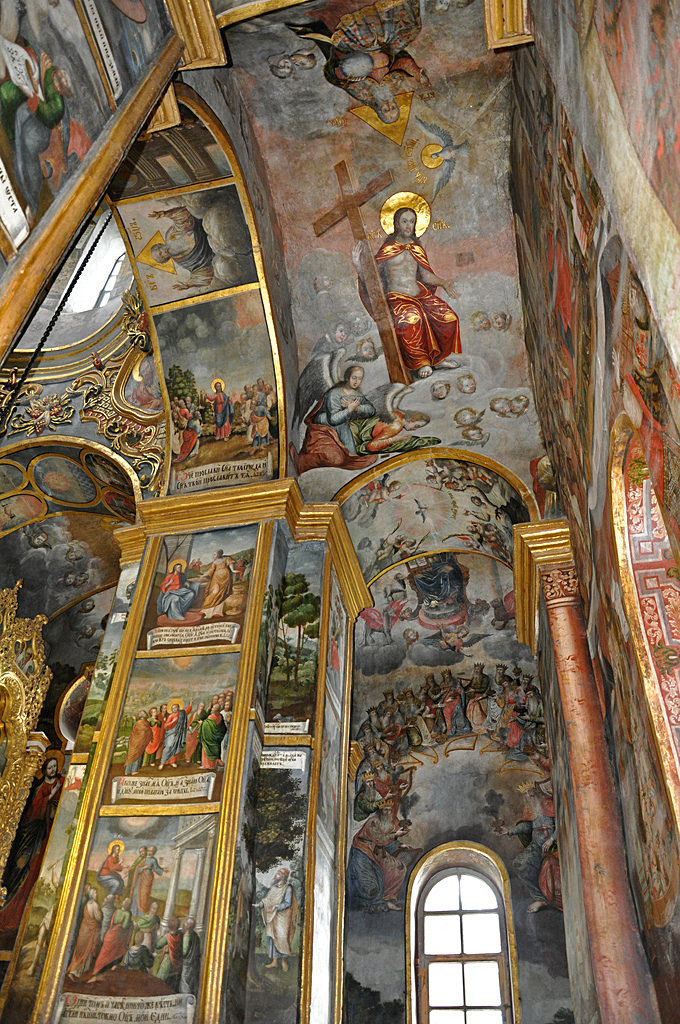
Фрагмент настінного розпису
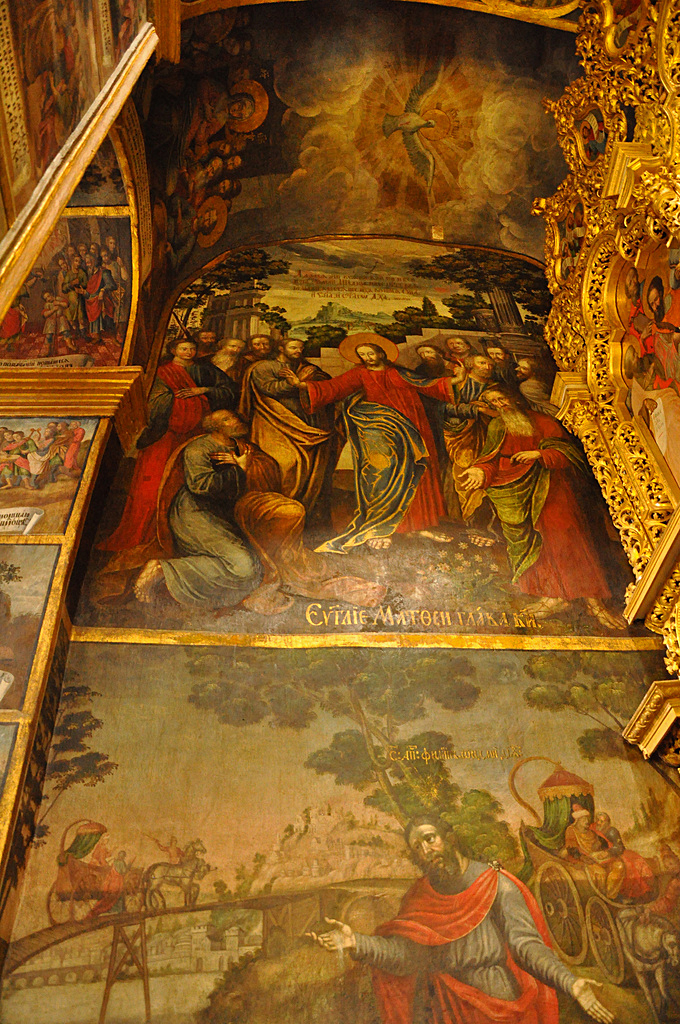
Фрагмент настінного розпису
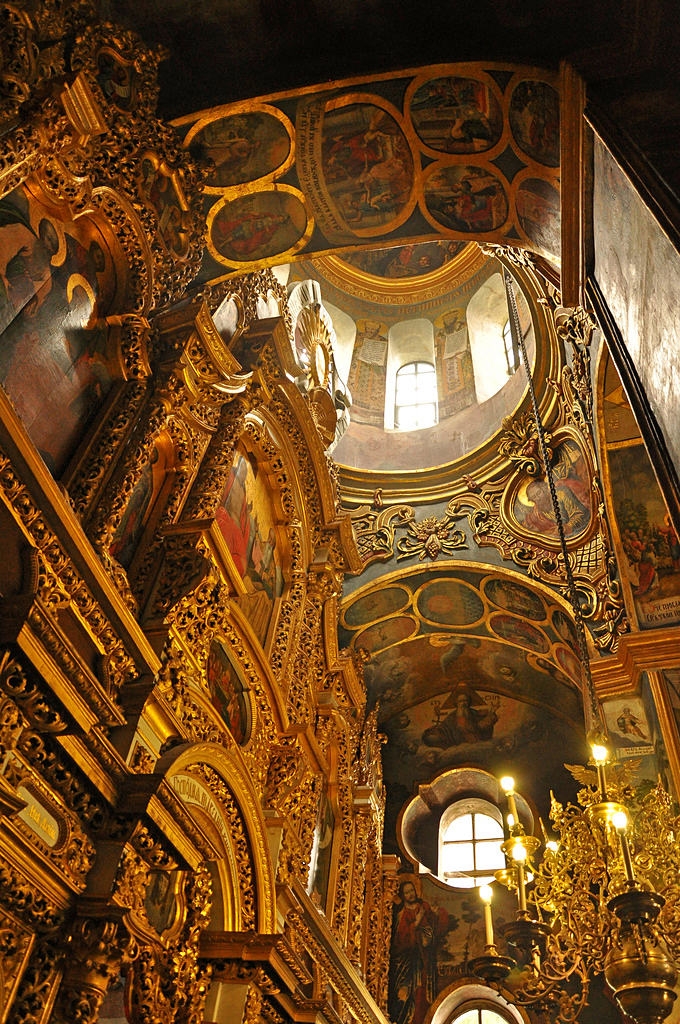
Інтер'єр храму. Іконостас, панікадило